# Nicolas Lapierre

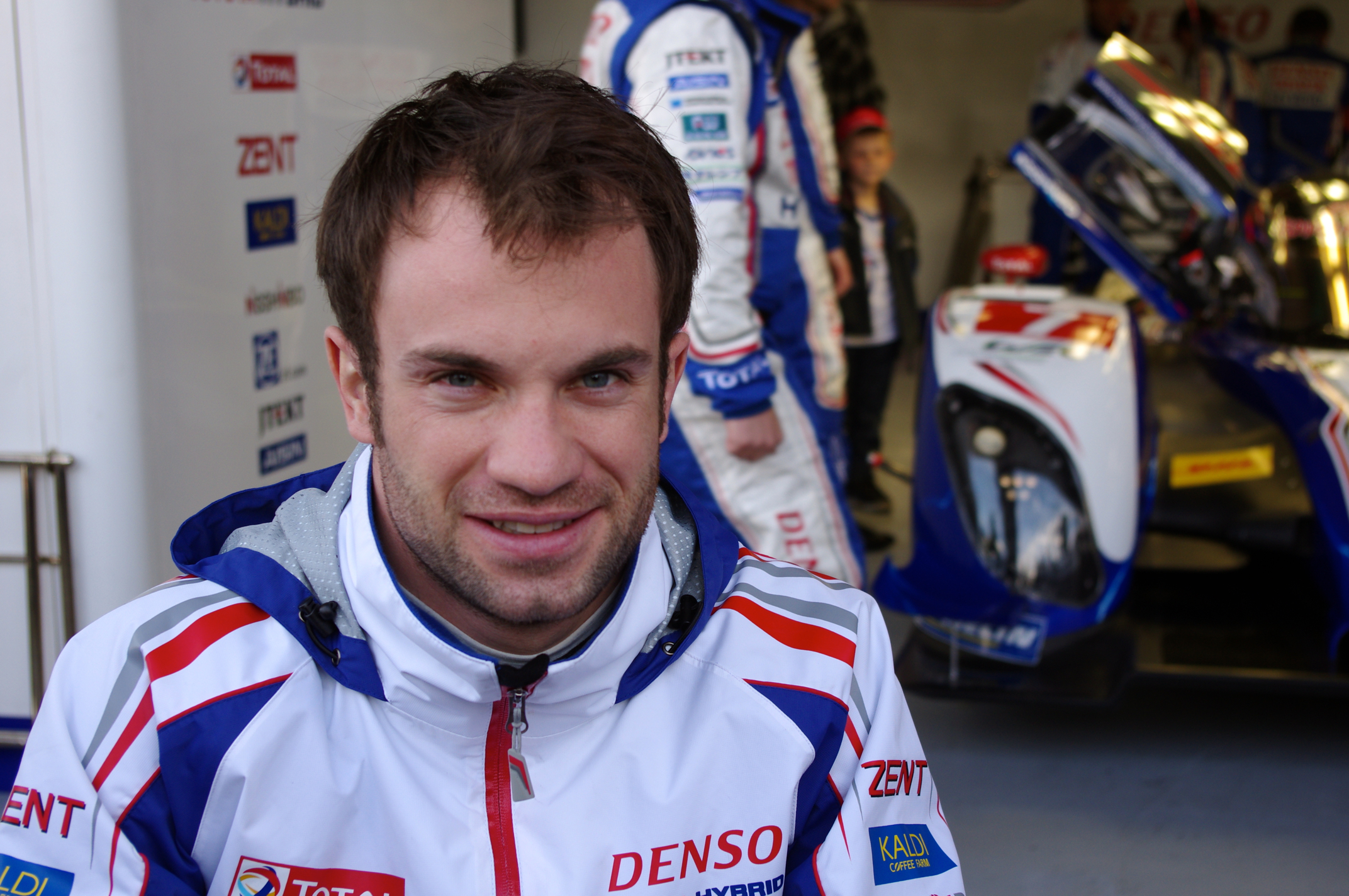
Nicolas Lapierre 2013

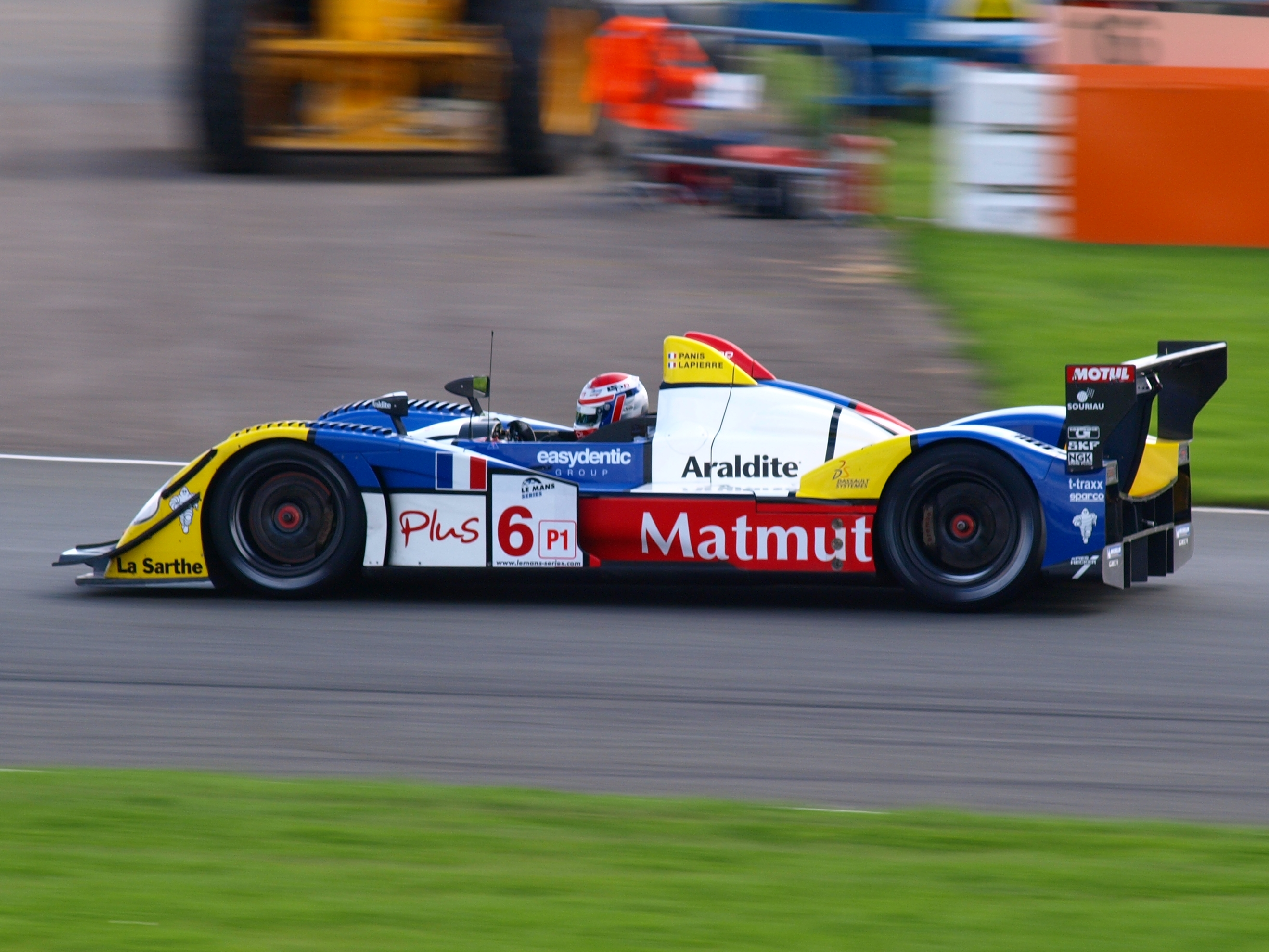
Lapierre beim 1000-km-Rennen von Silverstone 2008

Im Alpine A480 beim 24-Stunden-Rennen von Le Mans 2022

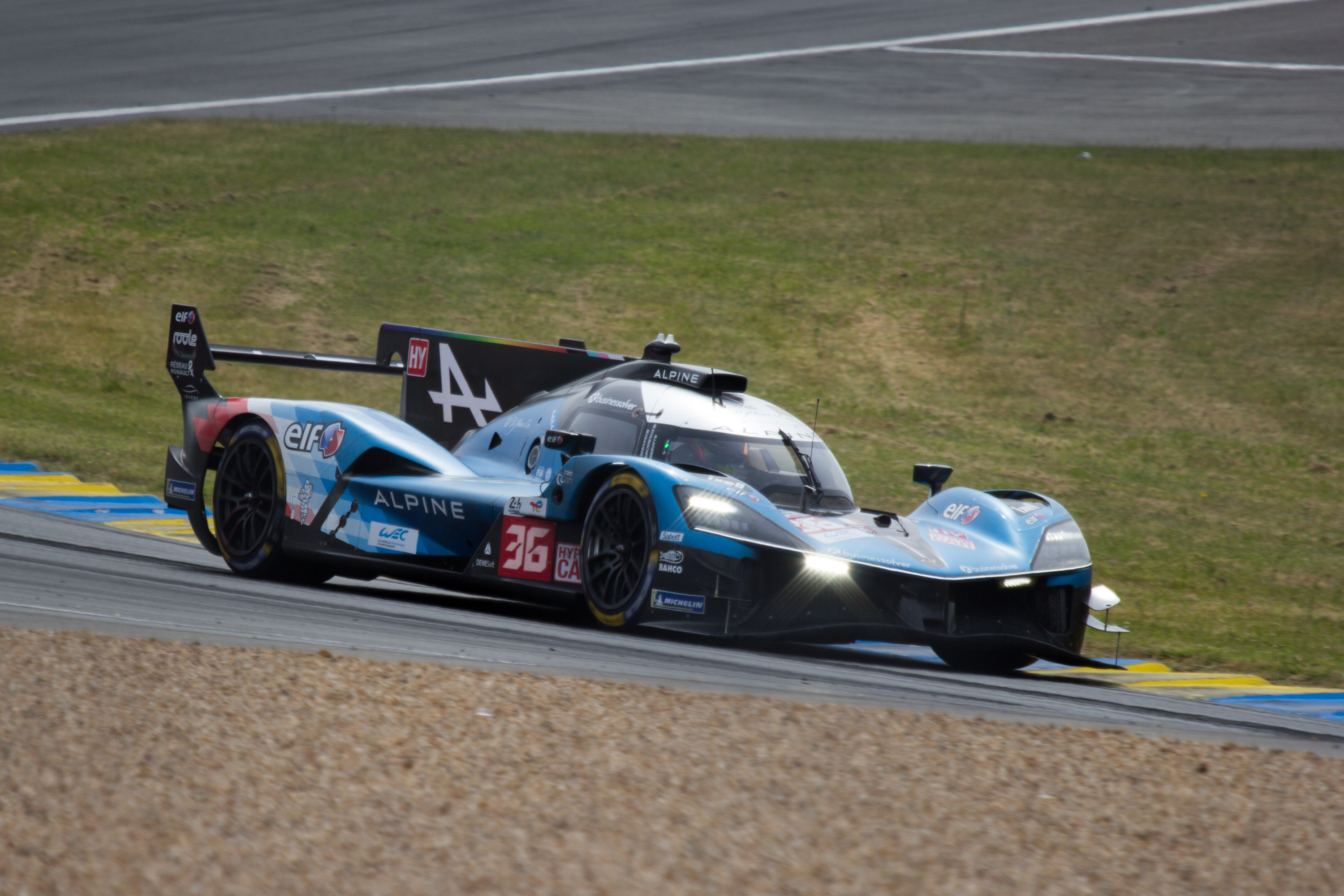
Im Alpine A424 2024 in Le Mans

Nicolas Roger Lapierre (* 2. April 1984 in Thonon-les-Bains) ist ein ehemaliger französischer Automobilrennfahrer.

## Karriere als Rennfahrer

### Kart und Formelserien
Seine Karriere begann 1993 im Kartsport. 1999 stieg Lapierre in die französische Formel Renault ein. In den Jahren 2001 und 2002 fuhr er in der Formel Renault 2000 Eurocup, im Jahr 2002 in der französischen Formel 3. 2003 wechselte Lapierre zu Signature Plus in die neugegründete Formel-3-Euroserie und wurde Elfter in der Gesamtwertung, außerdem gewann Lapierre den prestigeträchtigen Formel-3-Grand-Prix in Macau. 2004 blieb Lapierre bei Signature Plus in der Formel-3-Euroserie. In seiner zweiten Saison gewann Lapierre drei Rennen und wurde hinter Jamie Green und Alexandre Prémat Dritter in der Gesamtwertung. Außerdem nahm er an zwei Rennen der britischen Formel-3-Meisterschaft teil.
2005 wechselte der Franzose in die neugegründete GP2-Serie zu Arden International. Lapierres beste Platzierung war Platz drei bei seinem Heimrennen in Magny-Cours. Mit 21 Punkten wurde Lapierre Elfter in der Gesamtwertung. Sein Teamkollege Heikki Kovalainen gewann den Vizemeistertitel der Serie. Danach war Lapierre in der A1GP-Saison 2005/2006 für das französische A1-Team aktiv. Zusammen mit Alexandre Prémat gewann er den Meistertitel der Serie. 2006 blieb Lapierre bei Arden International und bestritt seine zweite Saison in der GP2-Serie. Sein Teamkollege war der Deutsche Michael Ammermüller. Nachdem die Saison für Lapierre verheißungsvoll gestartet war, verletzte er sich bei einem Unfall in Monaco und musste für zwei Rennwochenenden pausieren. Am Saisonende belegte Lapierre Platz neun in der Gesamtwertung. Nach der Saison ging er erneut in der A1GP-Saison 2006/2007 an den Start. Die Titelverteidigung verlief nicht erfolgreich, allerdings reichten die Punkte für den vierten Gesamtrang. 2007 bestritt Lapierre seine dritte und bislang letzte Saison in der GP2-Serie. Lapierre wechselte zu DAMS, mit denen er schon in der A1-Grand Prix zusammengearbeitet hatte, und wurde Teamkollege von Kazuki Nakajima. Lapierre gewann zwei Rennen und beendete die Saison als Zwölfter in der Gesamtwertung. Außerdem nahm Lapierre am 24-Stunden-Rennen von Le Mans teil.

### Sportwagen
In der A1GP-Saison 2007/2008 bestritt Lapierre zwei Rennen für das französische A1-Team. Sein Hauptengagement lag im Jahr 2008 jedoch für ORECA bei der Le Mans Series. Zusammen mit Olivier Panis fuhr er nun den Prototyp Courage-ORECA LC70, beendete jedoch lediglich das 1000-km-Rennen von Spa-Francorchamps auf dem Podium und in den Punkten. Lapierre verbleibt auch für die Saison 2009 bei ORECA, die während der Winterpause den Sportprototyp aerodynamisch komplett modifizierten. Jedoch verzögerte sich die Fertigstellung des nun ORECA 01 genannten Fahrzeugs bis zum 1000-km-Rennen von Spa. So musste Lapierre mit seinem Teamkollegen Panis den ersten Meisterschaftslauf in Spanien mit dem Vorjahreswagen antreten. Mit dem neuen Fahrzeug verbesserten sich die Ergebnisse den Teams über die Saison. Beim letzten Meisterschaftslauf in Silverstone konnte Lapierre seinen ersten Gesamtsieg einfahren. Beim nicht zur Meisterschaft zählenden 24-Stunden-Rennen von Le Mans wurden Panis und Lapierre von Soheil Ayari verstärkt und wurden auf dem fünften Gesamtrang abgewinkt. Im September fuhr Lapierre zusammen mit Panis und Romain Dumas für ORECA beim Petit Le Mans. Der ursprünglich auf 1000-Meilen angesetzte Lauf musste wegen starken Regens nach vier Stunden abgebrochen werden und Lapierre wurde auf dem fünften Platz und als bestplatzierter Wagen mit Benzinmotor gewertet. Zudem war er am Jahresende auch bei den beiden 500-km-Rennen der Asian Le Mans Series gemeldet. Mit seinem neuen Teamkollegen Loïc Duval konnte er beide Läufe auf dem Podium beenden, jedoch verfehlte das Team den Gesamtsieg in der Meisterschaft.
Anfang Oktober 2024 erklärte er seinen Rücktritt vom aktiven Rennsport, und wechselte in das Teammanagmenet des Alpine-WEC-Teams.

## Cool Racing
Seit dem Januar 2021 ist Nicolas Lapierre neben seinen Fahreraktivitäten Miteigentümer und Teamchef von Cool Racing.

## Statistik

### Karrierestationen
- 1993–1998: Kartsport
- 1999: Französische Formel Renault
- 2000: Formel Renault 2.0 Eurocup (Platz 20)
- 2001: Französische Formel Renault (Platz 8)
- 2002: Formel Renault 2.0 Eurocup (Platz 3)
- 2003: Formel-3-Euroserie (Platz 11)
- 2004: Formel-3-Euroserie (Platz 3)
- 2005: GP2-Serie (Platz 11), A1GP-Saison 2005/2006 (Meister)
- 2006: GP2-Serie (Platz 9), A1GP-Saison 2006/2007 (Platz 4)
- 2007: GP2-Serie (Platz 12), A1GP-Saison 2007/2008 (Platz 4)
- 2008: Le Mans Series

### Le-Mans-Ergebnisse
| Jahr | Team                    | Fahrzeug            | Teamkollege      | Teamkollege        | Platzierung            | Ausfallgrund |
| ---- | ----------------------- | ------------------- | ---------------- | ------------------ | ---------------------- | ------------ |
| 2007 | Team ORECA              | Saleen S7R          | Stéphane Ortelli | Soheil Ayari       | Rang 16                |              |
| 2009 | Team ORECA Matmut AIM   | ORECA 01            | Olivier Panis    | Soheil Ayari       | Rang 5                 |              |
| 2010 | Team ORECA Matmut       | Peugeot 908 HDi FAP | Olivier Panis    | Loïc Duval         | Ausfall                | Motorschaden |
| 2011 | Team ORECA Matmut       | Peugeot 908 HDi FAP | Olivier Panis    | Loïc Duval         | Rang 5                 |              |
| 2012 | Toyota Racing           | Toyota TS030        | Alexander Wurz   | Kazuki Nakajima    | Ausfall                | Motorschaden |
| 2013 | Toyota Racing           | Toyota TS030        | Alexander Wurz   | Kazuki Nakajima    | Rang 4                 |              |
| 2014 | Toyota Racing           | Toyota TS040 Hybrid | Anthony Davidson | Sébastien Buemi    | Rang 3                 |              |
| 2015 | KCMG                    | Oreca 05            | Matthew Howson   | Richard Bradley    | Rang 9 und Klassensieg |              |
| 2016 | Signatech Alpine        | Alpine A460         | Gustavo Menezes  | Stéphane Richelmi  | Rang 5 und Klassensieg |              |
| 2017 | Toyota Gazoo Racing     | Toyota TS050 Hybrid | José María López | Yūji Kunimoto      | Ausfall                | Unfall       |
| 2018 | Signatech Alpine Matmut | Alpine A470         | André Negrão     | Pierre Thiriet     | Rang 5 und Klassensieg |              |
| 2019 | Signatech Alpine Matmut | Alpine A470         | André Negrão     | Pierre Thiriet     | Rang 6 und Klassensieg |              |
| 2020 | Cool Racing             | Oreca 07            | Antonin Borga    | Alexandre Coigny   | Rang 12                |              |
| 2021 | Alpine Elf Matmut       | Alpine A480         | André Negrão     | Matthieu Vaxivière | Rang 3                 |              |
| 2022 | Alpine Elf Matmut       | Alpine A480         | André Negrão     | Matthieu Vaxivière | Rang 23                |              |
| 2023 | Cool Racing             | Oreca 07            | Malthe Jakobsen  | Alexandre Coigny   | Rang 23                |              |
| 2024 | Alpine Endurance Team   | Alpine A424         | Mick Schumacher  | Matthieu Vaxivière | Ausfall                | Motorschaden |

### Sebring-Ergebnisse
| Jahr | Team               | Fahrzeug            | Teamkollege           | Teamkollege        | Platzierung | Ausfallgrund |
| ---- | ------------------ | ------------------- | --------------------- | ------------------ | ----------- | ------------ |
| 2011 | Team ORECA Matmut  | Peugeot 908 HDi FAP | Olivier Panis         | Loïc Duval         | Gesamtsieg  |              |
| 2016 | DragonSpeed        | Oreca 05            | Henrik Hedman         | Nicolas Minassian  | Rang 4      |              |
| 2018 | Tequila Patron ESM | OnRoak Nissan DPi   | Johannes van Overbeek | Luís Felipe Derani | Gesamtsieg  |              |

### Einzelergebnisse in der FIA-Langstrecken-Weltmeisterschaft
| Saison  | Team                    | Rennwagen                       | 1   | 2   | 3   | 4   | 5   | 6   | 7   | 8   | 9   |
| ------- | ----------------------- | ------------------------------- | --- | --- | --- | --- | --- | --- | --- | --- | --- |
| 2012    | Toyota                  | Toyota TS030 Hybrid             | SEB | SPA | LEM | SIL | SAO | BAH | FUJ | SHA |     |
| 2012    | Toyota                  | Toyota TS030 Hybrid             |     |     | DNF | 2   | 1   | DNF | 1   | 1   |     |
| 2013    | Toyota                  | Toyota TS030 Hybrid             | SIL | SPA | LEM | SAO | AUS | FUJ | SHA | BAH |     |
| 2013    | Toyota                  | Toyota TS030 Hybrid             | 4   | DNF | 4   |     |     | 1   | 2   | DNF |     |
| 2014    | Toyota                  | Toyota TS040 Hybrid             | SIL | SPA | LEM | AUS | FUJ | SHA | BAH | SAO |     |
| 2014    | Toyota                  | Toyota TS040 Hybrid             | 1   | 1   | 3   | 3   |     |     |     |     |     |
| 2015    | KCMG                    | Oreca 05                        | SIL | SPA | LEM | NÜR | AUS | FUJ | SHA | BAH |     |
| 2015    | KCMG                    | Oreca 05                        |     | 12  | 9   |     | 6   |     |     |     |     |
| 2016    | Signatech Alpine        | Alpine A460                     | SIL | SPA | LEM | NÜR | MEX | AUS | FUJ | SHA | BAH |
| 2016    | Signatech Alpine        | Alpine A460                     | 8   | 7   | 5   | 8   | 7   | 8   | 9   | 11  | 11  |
| 2017    | Signatech Alpine Toyota | Alpine A470 Toyota TS050 Hybrid | SIL | SPA | LEM | NÜR | MEX | AUS | FUJ | SHA | BAH |
| 2017    | Signatech Alpine Toyota | Alpine A470 Toyota TS050 Hybrid | 7   | 5   | DNF | 7   | 6   | 5   | 6   | 6   | 8   |
| 2018/19 | Signatech Alpine        | Alpine A470                     | SPA | LEM | SIL | FUJ | SHA | SEB | SPA | LEM |     |
| 2018/19 | Signatech Alpine        | Alpine A470                     | 8   | 5   | 6   | 8   | 14  | 5   | 9   | 6   |     |
| 2019/20 | Cool Racing             | Oreca 07                        | SIL | FUJ | SHA | BAH | AUS | SPA | LEM | BAH |     |
| 2019/20 | Cool Racing             | Oreca 07                        | DNF | 8   | DNF | 10  | 7   | 5   | 12  |     |     |
| 2021    | Alpine                  | Alpine A480                     | SPA | POR | MON | LEM | BAH | BAH |     |     |     |
| 2021    | Alpine                  | Alpine A480                     | 2   | 3   | 2   | 3   | 3   | 3   |     |     |     |
| 2022    | Alpine                  | Alpine A480                     | SEB | SPA | LEM | MON | FUJ | BAH |     |     |     |
| 2022    | Alpine                  | Alpine A480                     | 1   | 2   | 23  | 1   | 3   | 3   |     |     |     |
| 2023    | Cool Racing             | Oreca 07                        | SEB | POR | SPA | LEM | MON | FUJ | BAH |     |     |
| 2023    | Cool Racing             | Oreca 07                        | 23  |     |     |     |     |     |     |     |     |
| 2024    | Alpine Team             | Alpine A424                     | KAT | IMO | SPA | LEM | SAO | AUS | FUJ | BAH |     |
| 2024    | Alpine Team             | Alpine A424                     | 11  | 16  | 12  | DNF | 10  | 9   | 3   |     |     |